# Chiesa di Sant'Antonio Abate (Schio)
La chiesa di Sant'Antonio abate è un edificio sacro di Schio, collocato ai margini del centro storico, tra le vie Maraschin e Fratelli Pasini.

## Storia

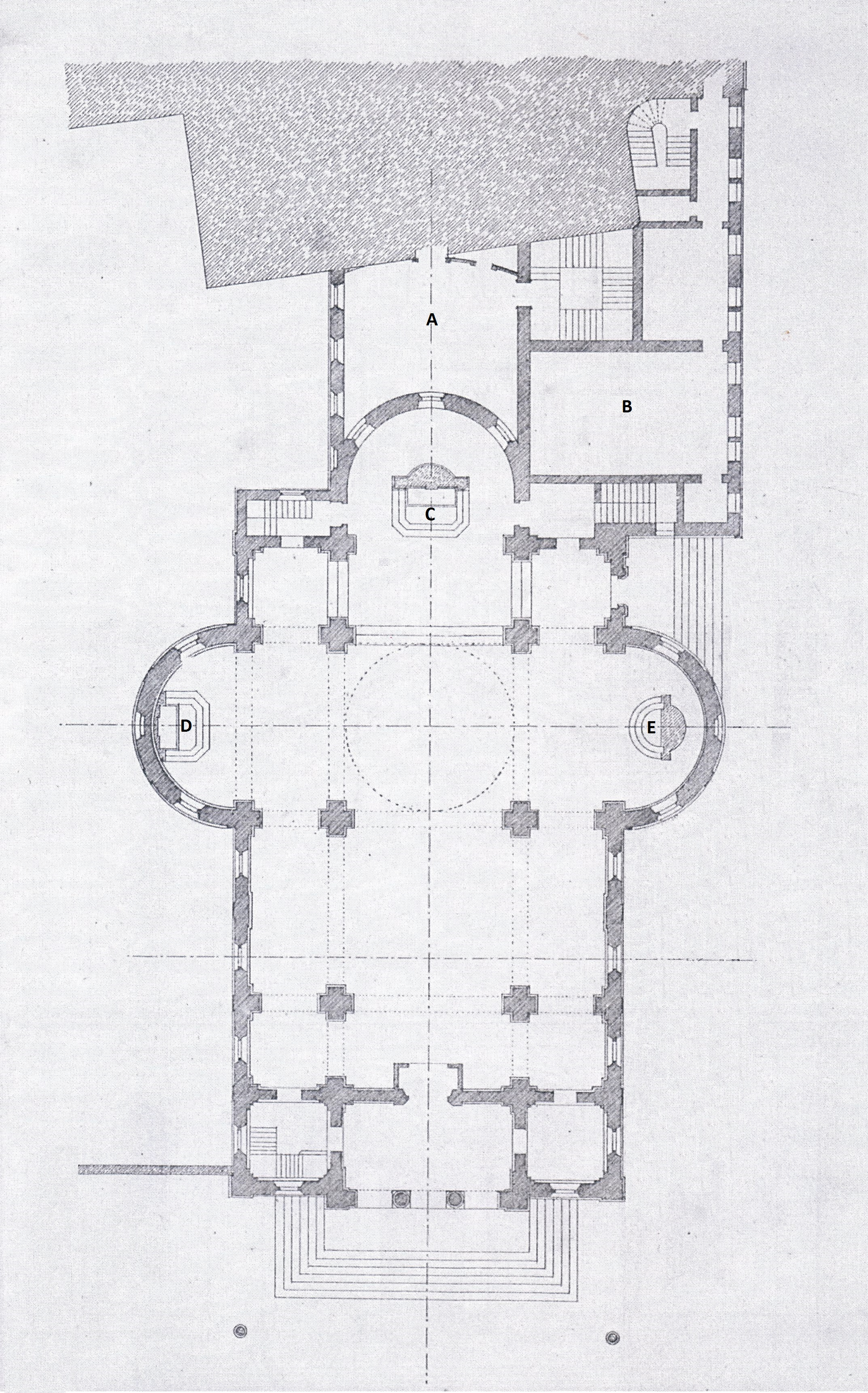
Pianta della chiesa di sant'Antonio abate di Schio: A coro, B sacrestia, C altare maggiore, D-E altari laterali

Un testamento del 1449 stabiliva che fosse eretta una chiesa dedicata a Sant'Antonio abate nella antica contrada Oltreponte (l'attuale via Pasini), probabilmente dove già sorgeva un capitello votivo. È certo che l'oratorio fosse già completato nel 1493 e che nel 1498 le monache agostiniane fondassero un monastero nelle adiacenze della chiesa.
La piccola chiesa di Sant'Antonio, dotata di tre altari, nel 1742 venne rinnovata esternamente, conferendo ad essa una facciata "in puro stile corinzio" e ornandola con cinque statue.
Nel 1806, a causa delle prescrizioni volute da Napoleone in materia di secolarizzazione dei beni ecclesiastici, le monache agostiniane dovettero ospitare venti sorelle provenienti da un soppresso complesso religioso di Marostica, ma quattro anni più tardi fu ordinato di chiudere anche il monastero scledense. Da quel momento parte dei terreni ed arredi appartenuti un tempo alle monache vennero venduti e chiesa e locali andarono incontro ad un periodo di abbandono; parte dei locali claustrali vennero acquistati dalla famiglia Maraschin che le convertitì in palazzo residenziale.
Pochi anni dopo le monache riuscirono ad acquistare nuovamente i locali del vecchio cenobio e a restaurarlo (con l'esclusione della porzione divenuta nel frattempo palazzo Maraschin). La quattrocentesca chiesetta di Sant'Antonio abate era però separata dallo stesso complesso proprio a causa della presenza della residenza privata della famiglia Maraschin che si trovava tra le due costruzioni.
Su iniziativa di monsignor Luigi Piccoli si decise pertanto di far costruire una nuova chiesa dedicata a Sant'Antonio: questa venne realizzata tra gli anni 1834 e 1839 su progetto di Antonio Piovene in posizione leggermente scostata rispetto al primitivo oratorio, in modo da renderla nuovamente adiacente al cenobio appena ricostituito. Il nuovo edificio ornato da tre statue (oggi conservate nel cortile dell'ex monastero) venne arredato recuperando oggetti dalla vecchia chiesa e da altre fatte chiudere in epoca napoleonica, in particolare dalla chiesa sconsacrata di Santa Maria della Neve (tra questi una statua della Vergine Assunta già appartenente alla Confraternita del Confalone. La scultura antica venne trasferita nel monastero agostiniano e sostituita da una nuova statua eseguita nel 1920 da Romano Cremasco di Schio).
Nel 1879 Alessandro Rossi acquistò un terreno tra le vie Pasini e Maraschin, fece demolire la vecchia chiesa, e ne fece costruire una nuova, di notevoli dimensioni, sul terreno appena acquisito. In questo modo Rossi riuscì a scongiurare l'indemaniamento del monastero reso possibile in seguito all'annessione del Veneto all'Italia, ma soprattutto poté fornire di un adeguato luogo di culto il nuovo quartiere operaio che Rossi stava facendo costruire in quel periodo. La nuova chiesa di Sant'Antonio abate, progettata da Antonio Caregaro Negrin in stile romanico/bizantino, rappresenta infatti il punto di congiunzione tra il centro storico di Schio ed il nuovo quartiere operaio e va certamente inclusa nel patrimonio di archeologia industriale presente a Schio. Un'epigrafe murata sotto il portico della chiesa recita: AEDEM S(ANCTO) ANTONIO / MAGNO COENOBIARCHAE AEGYPTIORUM / ALEXANDER ROSSI / FINIBUS URBIS PROLATIS / UT MAIORI INCOLARUM FREQUENTIAE / CONSULERET / IMPENSA SUA A FUNDAMENTIS EXCITAVIT / A(NNO) MDCCCLXXIX / ANTONIO CAREGARO NEGRIN ARCHITECTO (traduzione: Allargati i confini della città, per giovare all'accresciuto numero degli abitanti, Alessandro Rossi a spese sue fece innalzare dalle fondamenta il tempio dedicato a sant'Antonio il grande cenobiarca d'Egitto. Nell'anno 1879. Architetto Antonio Caregaro Negrin). Le opere di abbellimento degli interni si sono protratte per molti anni.
Le monache durante il primo conflitto mondiale dovettero forzatamente abbandonare il loro complesso claustrale ancora una volta e la chiesa venne adibita sia a punto di ricovero per i feriti che a deposito di viveri. Con la fine del conflitto le monache si insediarono nuovamente presso il cenobio.
Negli anni più recenti vanno ricordati gli importanti interventi di risanamento e restauro interni ed esterni della chiesa, e la definitiva chiusura del monastero delle agostiniane dovuta al mancato ricambio generazionale.

## Descrizione

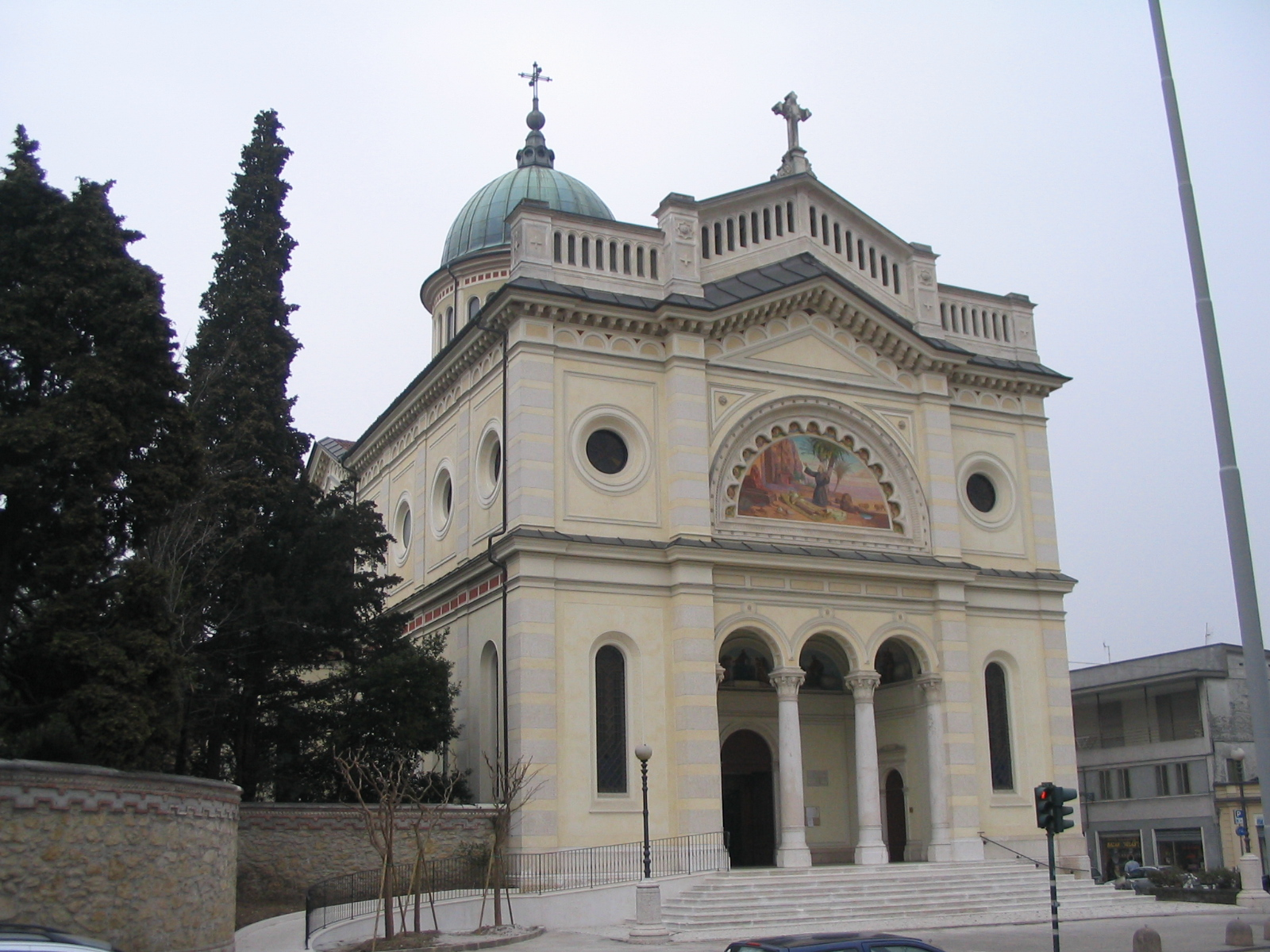
Esterno

### Esterno

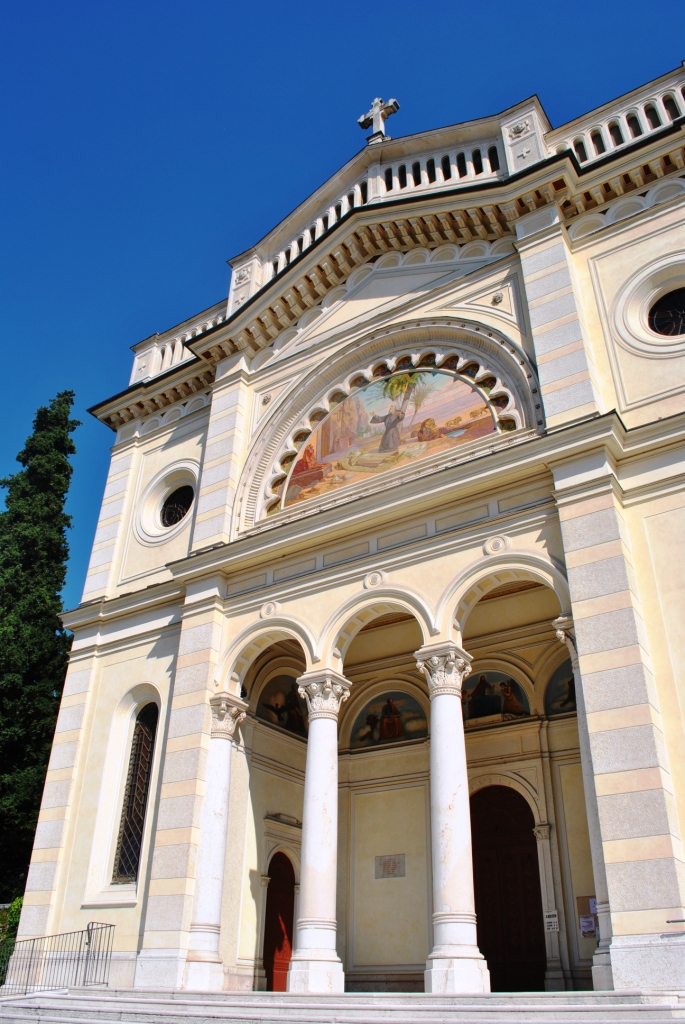
Scorcio della facciata

La chiesa di Sant'Antonio presenta all'esterno una struttura piuttosto imponente grazie alla presenza della cupola centrale, alta 37 metri. La facciata, preceduta da una breve scalinata, presenta un articolato prospetto definito da paraste decorate a fasce che suddividono verticalmente l'edificio in tre parti, mentre una spessa cornice marcapiano lo suddivide orizzontalmente in due metà. Le due sezioni laterali sono forate da aperture circolari in alto e da slanciate finestre centinate al pianterreno. La sezione centrale della facciata presenta un portico incassato sostenuto da possenti colonne composite (arricchito da lunette decorate con le immagini di Cristo e degli evangelisti opera di Valentino Pupin), che inquadra l'ingresso caratterizzato da un portale centrale e da due minori posti lateralmente; sopra detto portico un grande mosaico del 1929 opera di Alessandro Radi (Il seppellimento dell'eremita san Paolo), posizionato in sostituzione di un precedente affresco del Pupin rappresentante il medesimo episodio, abbellisce il prospetto principale dell'edificio. In alto, a concludere la facciata, un timpano appena accennato sormontato da una balaustra dalla quale, centralmente, si eleva una croce in pietra. 

Sulle fiancate (è ben visibile solo quella destra), ritmate da finestre alternate a lesene analogamente a quelle presenti nella facciata, spiccano le absidi delle cappelle laterali; tra il transetto e la zona del presbiterio è posto un ingresso laterale coronato da un caratteristico frontone e preceduto da alcuni gradini. Nella zona posteriore, difficilmente visibile, si trovano un piccolo campanile a vela dotato di due campanelle e l'abside semicircolare.

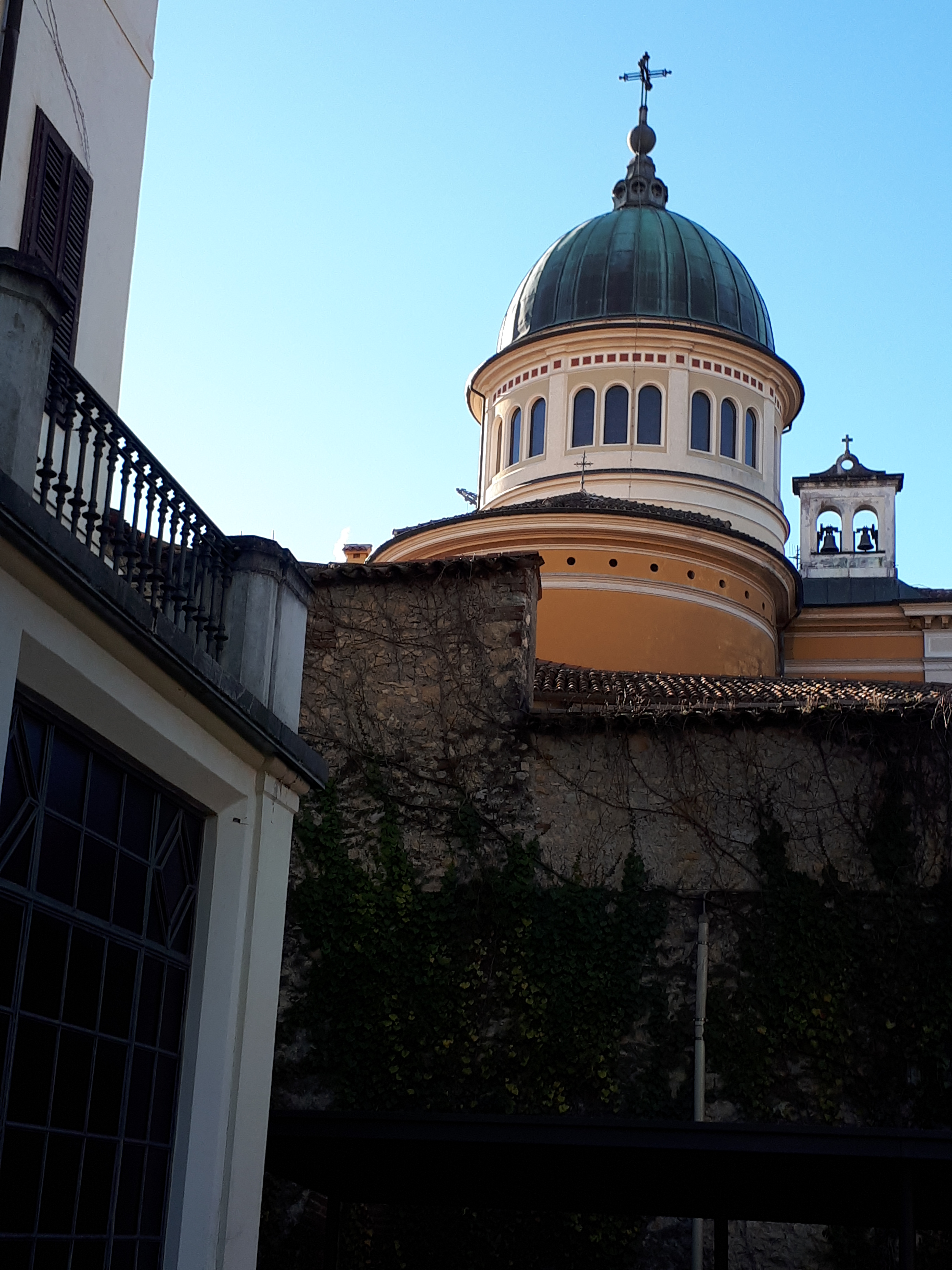
La cupola e il campanile a vela.

### Interno
La struttura dell'aula è a tre navate ed a croce latina, con i bracci conclusi da absidi; la navata centrale ha una larghezza doppia rispetto a quelle laterali. Al centro si eleva la grande cupola, caratterizzata dalla serie di trifore presenti sul tamburo. Le numerose finestre sono decorate a motivi geometrici policromi, mentre quelle lungo le navate, raffiguranti vari santi, sono opera di Giorgio Scalco del 1966.
La chiesa è dotata di tre altari: il maggiore e quello laterale di destra sono opere tardo ottocentesche, quello di sinistra, già altare maggiore della precedente chiesa, è una pregevole opera barocca di Orazio Marinali - eseguita su progetto di Giovanni Antonio De Pieri - che conserva La Madonna della cintura di Antonio Zanchi (1700). Da segnalare inoltre le tele dedicate a San Valentino (di autore sconosciuto e risalente al XVII-XVIII secolo, già tela d'altare della prima chiesa di Sant'Antonio abate), a San Nicola da Tolentino (opera di Giuseppe Mincato) e la scultura de La nostra Signora (Valentino Zajec). Notevole e sofisticato tutto l'apparato decorativo interno, eseguito da numerose maestranze locali e esterne (tra questi: Tommaso Pasquotti, Francesco Cavallin, Pietro Dalla Vecchia jr., Vincenzo Bonato, Domenico Cavedon, Lorenzo Giacomelli, Augusto Benvenuti, Giuseppe Mincato).
La chiesa conserva due organi: uno Zordan a trasmissione meccanica del 1903 in cantoria ed un organo positivo Sessa del 1868 posizionato a sinistra dell'altar maggiore.